# グラサ・マシェル
グラサ・マシェル（Graça Machel、1945年10月17日 - ）は、モザンビーク出身の政治家。

## 略歴

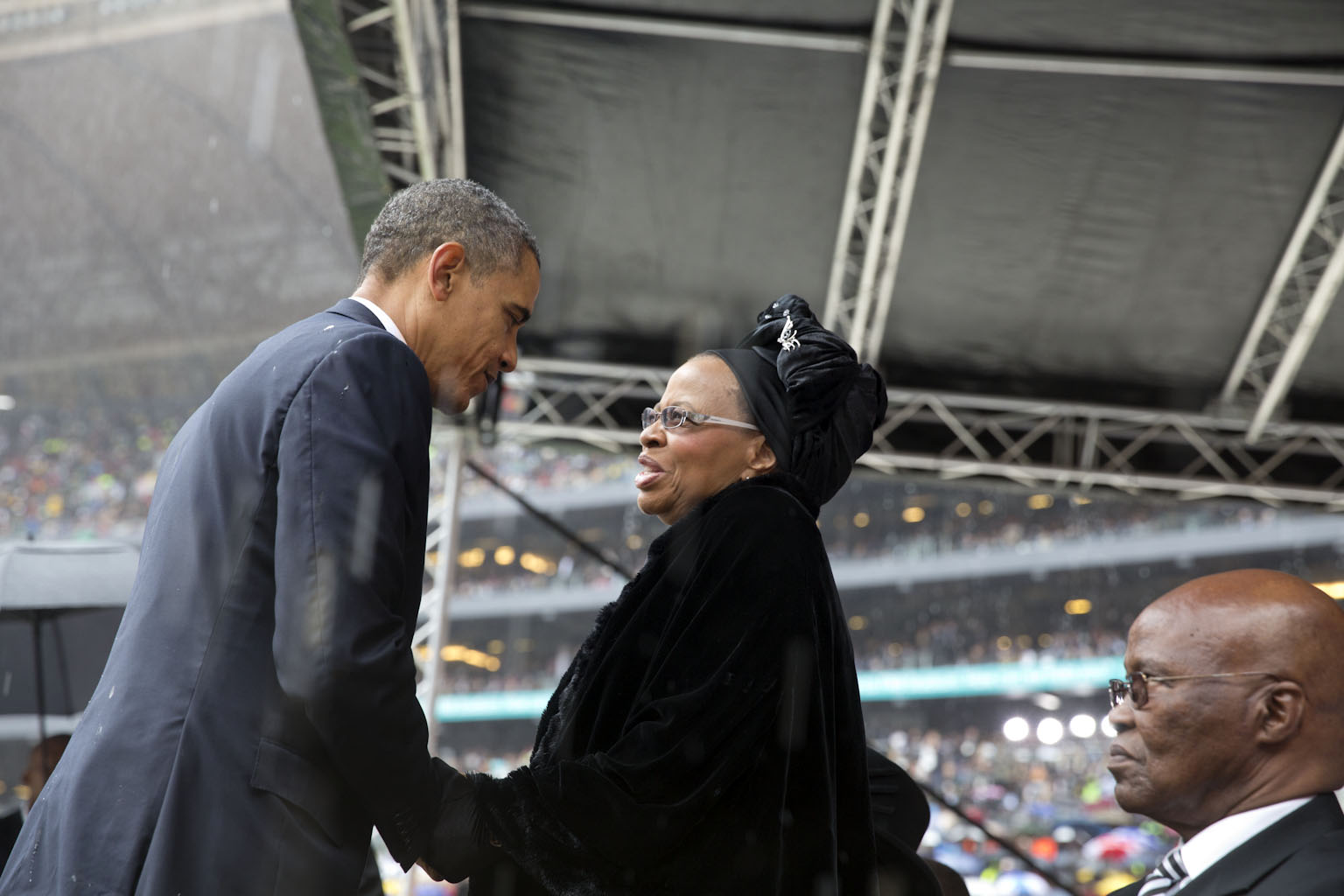
ヨハネスブルグで開かれたネルソン・マンデラの追悼式でバラク・オバマと面会（2013年12月13日）

1945年10月17日、ポルトガル領モザンビークのガザ州の農村で生まれ、リスボン大学に進学、卒業。その後、教師になる。1975年にモザンビークが独立すると、教育文化大臣に任命された。同年にモザンビーク初代大統領サモラ・マシェルと結婚するが、モザンビークTu-134墜落事故で亡くなり、未亡人になる。その後、1998年に当時の南アフリカ大統領ネルソン・マンデラと再婚し（結婚した日はマンデラの80回目の誕生日だった）、異なる2カ国で大統領夫人となった初の人物となった。マンデラは以前にもエブリン・メイスとウィニー・マンデラと結婚・離婚しており、彼にとって3度目にして最後の結婚となった。2013年にマンデラが肺炎を伴う感染症で死去すると、ネルソンの遺産の半分を相続したという。
1995年に、長年に渡る人道的活動の功績により、国際連合からナンセン難民賞を受賞した。また、1997年には大英帝国勲章（DBE）を叙勲されている。1999年から2019年にかけて、ケープタウン大学の総長を務めた。